# Superliga Kosovar (basquetebol)
A Superliga Kosovar de Basquetebol (em albanês:  Superliga e Kosovës në Basketboll) é a liga mais importante do basquetebol masculino do Kosovo organizada pela Federação Kosovar de Basquetebol (em albanês:  Federata e Basketbollit të Kosovës). Foi fundada em 1991 e tem o Sigal Pristina com 11 títulos.

## Clubes atuais
| Clube              | Cidade             |
| ------------------ | ------------------ |
| Golden Eagle Ylli  | Suhareka           |
| Bashkimi Prizren   | Prizren            |
| Peja               | Peć                |
| Rahoveci           | Rahovec            |
| Trepça Mitrovice   | Kosovska Mitrovica |
| Kerasan Pristina   | Pristina           |
| Sigal Pristina     | Pristina           |
| Vëllaznimi Gjakovë | Gjakovë            |

## Detentores de Títulos
| - 1991-1992 Sigal Prishtina - 1992/1993 Peja - 1993-1994 Peja - 1994-1995 Peja - 1995-1996 Peja - 1996-1997 KB Drita - 1997-1998 Liga interrompida por causa da Guerra no Kosovo - 1998-1999 Liga interrompida por causa da Guerra no Kosovo - 1999-2000 KB Trepça - 2000-2001 KB Trepça | - 2001-2002 Sigal Prishtina - 2002-2003 Sigal Prishtina - 2003-2004 Peja - 2004-2005 Mabetex - 2005-2006 Sigal Prishtina - 2006-2007 Sigal Prishtina - 2007-2008 Sigal Prishtina - 2008-2009 Sigal Prishtina - 2010-2011 Sigal Prishtina - 2011-2012 KB Trepça - 2012-2013 Peja - 2013-2014 Sigal Prishtina | - 2014-2015 Sigal Prishtina - 2015-2016 Sigal Prishtina - 2016-2017 Sigal Prishtina - 2017-2018 Bashkimi Prizren |  |  |

### Finais
| Temporada | Campeão         | Finalista       | Placar |
| --------- | --------------- | --------------- | ------ |
| 2002–03   | MEB Prishtina   | Mabetex         |        |
| 2003–04   | Peja            |                 |        |
| 2004–05   | Mabetex         |                 |        |
| 2005–06   | Sigal Prishtina | Mabetex         | 3–1    |
| 2006–07   | Sigal Prishtina | Trepça          |        |
| 2007–08   | Sigal Prishtina | Peja            |        |
| 2008–09   | Sigal Prishtina | Bashkimi        | 3–2    |
| 2009–10   | Sigal Prishtina | Trepça          | 3–1    |
| 2010–11   | Sigal Prishtina | Peja            | 3–0    |
| 2011–12   | Trepça          | Sigal Prishtina | 3–2    |
| 2012–13   | Peja            | Sigal Prishtina | 3–0    |
| 2013–14   | Sigal Prishtina | Peja            | 3–0    |
| 2014–15   | Sigal Prishtina | Peja            | 2–1    |
| 2015–16   | Sigal Prishtina | Peja            | 3-1    |
| 2016–17   | Sigal Prishtina | Bashkimi        | 3-1    |
| 2017-18   | Bashkimi        | Sigal Prishtina | 3-1    |

### Títulos por clube
| Clube           | Títulos | Finalista | Temporadas                                                             |
| --------------- | ------- | --------- | ---------------------------------------------------------------------- |
| Sigal Prishtina | 12      | 6         | 1992, 2002, 2003, 2006, 2007, 2008, 2009, 2011, 2014, 2015, 2016, 2017 |
| KB Peja         | 6       | 5         | 1993, 1994, 1995, 1996, 2004, 2013                                     |
| KB Trepça       | 3       | 4         | 2000, 2001, 2012                                                       |
| KB Drita        | 1       | 1         | 1997                                                                   |
| Mabetex         | 1       | 2         | 2005                                                                   |
| KB Bashkimi     | 1       | 3         | 2018                                                                   |
| KB Kastrioti    | 0       | 2         |                                                                        |